# Carla Gugino
Carla Gugino (Sarasota (Florida), 29 augustus 1971) is een Amerikaans actrice.

## Carrière
Toen Gugino 15 jaar oud was, werd ze gespot door een agent die modellen zocht. Dit was bijzonder, omdat Gugino slechts 1,65 meter lang was. Ze verhuisde naar New York maar ontdekte al gauw dat model zijn niet was wat ze wilde. Ze verhuisde vervolgens naar Californië om zich op acteren toe te leggen.
Aan het einde van de jaren 80 kreeg ze gastrollen in sitcoms, waaronder Who's the Boss?, Good Morning, Miss Bliss, Alf, Saved by the Bell, Doogie Howser, M.D., Spin City en The Wonder Years, voordat ze ook een carrière kreeg in de film.
Van 2003 tot en met 2004 had ze haar eigen televisieserie, Karen Sisco. Tegenwoordig heeft ze een rol in Entourage. De serie wordt in Nederland uitgezonden op Comedy Central.
Gugino speelt sinds 2011 de rol van Abby Rhoades in het vierde seizoen van de Amerikaanse serie Californication.